# Bitch Please
«Bitch Please» (в цензурованій версії «Trick Please» або «B Please») — пісня американського репера Snoop Dogg за участю Nate Dogg і Xzibit, випущена 29 квітня 1999 року як другий сингл з його четвертого студійного альбому No Limit Top Dogg.
Сингл з'явився на радіо у трьох версіях: з відкритою ненормативною лексикою, приглушеним та зміненим текстом (наприклад, замість «Bitch Please» звучить «Trick Please»). До альбому No Limit Top Dogg увійшла версія із приглушенням, а версія «Trick Please» з'явилася лише у складі альбому The Best of Snoop Dogg 2006 року. Режисерами відеокліпу виступили Dr. Dre та Філліп Етвелл.
У пісні є продовження під назвою «Bitch Please II», яка була випущена на третьому студійному альбомі Емінема The Marshall Mathers LP у 2000 році і включала всіх попередніх артистів, а також Доктора Дре та Емінема.

## Чарти

### Щотижневі чарти
| Чарт(1999)                              | Пікова позиція |
| --------------------------------------- | -------------- |
| Швейцарія (Media Control AG)            | 48             |
| США (Billboard Hot 100)                 | 77             |
| США (Hot R&B/Hip-Hop Songs) (Billboard) | 26             |
| США (Rhythmic) (Billboard)              | 30             |

### Річні чарти
| Чарт (1999)                       | Пікова позиція |
| --------------------------------- | -------------- |
| США R&B/Hip-Hop Songs (Billboard) | 98             |